# Amomum queenslandicum
Amomum queenslandicum là một loài thực vật có hoa trong họ Gừng. Loài này được Rosemary Margaret Smith mô tả khoa học đầu tiên năm 1980.

## Phân bố
Loài này có New Guinea và bán đảo Cape York ở miền bắc Queensland, Australia. Môi trường sống ở cao độ từ gần mực nước biển đến 200 m (656 ft). Mọc ở những khu vực bị xáo trộn (đặc biệt là ven đường) ở vùng đất thấp hoặc rừng mưa hành lang. Người ta cho rằng loài này đang chịu suy giảm do tập tính kiếm ăn của lợn hoang (Sus scrofa).